# Gregory Meeks
Pour les articles homonymes, voir Meeks.
Gregory Weldon Meeks, né le 25 septembre 1953 à East Harlem, est un avocat homme politique américain, élu démocrate de New York à la Chambre des représentants des États-Unis depuis 1998.

## Biographie
Après des études à l'université Adelphi et à l'université Howard, il devient avocat. De 1985 à 1992, il est juge au conseil de compensation des travailleurs de New York.
Il est élu à l'Assemblée de l'État de New York de 1992 à 1998.
Le 3 février 1998, il est élu à la Chambre des représentants des États-Unis pour succéder au démocrate Floyd H. Flake (en), démissionnaire.
Il est depuis réélu tous les deux ans avec plus de 87 % des voix, le plus souvent sans opposant républicain.